# Sokotindji
Sokotindji ist ein Arrondissement im Departement Alibori in Benin. Es ist eine Verwaltungseinheit, die der Gerichtsbarkeit der Kommune Karimama untersteht. Gemäß der Volkszählung von 2013 hatte Sokotindji 17.332 Einwohner, davon waren 8689 männlich und 8643 weiblich.